# Menemerus gesneri
Menemerus gesneri är en spindelart som först beskrevs av Jean Victor Audouin 1826.  Menemerus gesneri ingår i släktet Menemerus och familjen hoppspindlar. Inga underarter finns listade i Catalogue of Life.